# Messerschmitt Me 509
Il Messerschmitt Me 509 fu un aereo da caccia monomotore monoplano ad ala media sviluppato dall'azienda aeronautica tedesca Messerschmitt AG nei primi anni quaranta e rimasto solo allo stadio progettuale.
Sviluppato dal precedente prototipo Me 309, a sua volta creato per sostituire e replicare il successo del Bf 109, ne riproponeva alcune parti introducendo lo spostamento dell'unità motrice dietro all'abitacolo, soluzione che si concretizzò in un modello di serie nello statunitense Bell P-39 Airacobra e in pochi altri.

## Storia del progetto
All'inizio del 1943, dopo l'abbandono dello sviluppo del Me 309 a causa delle difficoltà nella messa a punto e delle prestazioni tali da non costituire un reale superamento tecnologico del Bf 109, la direzione tecnica decise di utilizzare le esperienze acquisite nella progettazione di un suo sviluppo.
Il nuovo modello introduceva un concetto già sperimentato da Giovanni Casiraghi nel suo innovativo Piaggio P.119, l'installazione dell'unità motrice al centro della fusoliera. Tale soluzione tecnica introduceva, teoricamente, alcuni importanti vantaggi; non essendo il motore posizionato all'apice della fusoliera, come nei velivoli tradizionali, l'armamento poteva essere posizionato nella parte anteriore della stessa, con il vantaggio bellico di poter meglio sfruttare la concentrazione di fuoco e quello manutentivo consentendo un facile accesso alle stesse da parte del personale. Inoltre la cabina di pilotaggio poteva essere spostata in posizione avanzata consentendo al pilota una migliore visibilità, e la vicinanza al baricentro del velivolo avrebbe migliorato notevolmente la manovrabilità.
Un suo possibile impiego operativo era quello di contrastare i bombardieri alleati che operavano ad alta quota nei cieli del territorio tedesco, gli statunitensi Boeing B-17 Flying Fortress e Consolidated B-24 Liberator, ed i britannici Avro 683 Lancaster. Le esperienze acquisite nel campo della pressurizzazione introdusse anche nel progetto Me 509 la possibilità di creare un abitacolo pressurizzato realizzato in un unico complesso da introdurre nella cellula; questo avrebbe permesso di raggiungere agevolmente i 15 000 m di quota dai quali operavano i bombardieri nemici.
La situazione bellica avversa alla Germania nazista durante le ultime fasi della seconda guerra mondiale costrinsero le aziende aeronautiche nazionali a concentrarsi più sulla produzione di velivoli necessari a difendere il territorio nazionale che ad un sereno sviluppo di nuovi modelli. La Messerschmitt continuò a sviluppare i propri Bf 109 e Bf 110, che costituirono la gran parte dei reparti di caccia Luftwaffe nella prima parte del conflitto, e solo con la raggiunta maturità dei primi motori a getto ed a razzo riuscì ad avviare la produzione in serie dei Messerschmitt Me 262 e, in misura assai inferiore, Messerschmitt Me 163 Komet. La priorità data dal Reichsluftfahrtministerium (RLM) a questi progetti lasciarono ben poco spazio al Me 509 che rimase solamente ad un livello progettuale.

### Influenza in altri progetti
nell'aprile 1945 il gruppo di progettazione giapponese del Primo Arsenale Tecnico Aeronavale di Yokosuka riuscì a completare il prototipo di un progetto molto simile a quello tedesco, lo Yokosuka R2Y Keiun. Sebbene non esistono prove certe, è ragionevole ipotizzare che ci fosse uno scambio di informazioni tra i due governi e che il Giappone possa essere entrato in possesso dei dati tecnici dei Me 309 e Me 509, analogamente ad altri progetti giapponesi che si concretizzarono dall'esperienza dell'alleato tedesco.

## Tecnica
Il Me 509 era un velivolo dall'aspetto anticonvenzionale, destinato ad essere presumibilmente realizzato interamente in metallo, monoplano ad ala bassa con carrello triciclo completamente retrattile e, sua caratteristica peculiare equipaggiato con un'unità motrice nella parte centrale della cellula.
La fusoliera integrava la cabina pressurizzata per il pilota collocata in posizione avanzata, davanti al bordo d'attacco alare, chiusa da un tettuccio sporgente a goccia integrato da montanti che permettevano una visuale migliorata rispetto ai modelli precedenti. Posteriormente terminava in un impennaggio cruciforme, in una configurazione assai simile a quella utilizzata dal Me 309.
L'ala era posizionata bassa, con le semiali a pianta trapezoidale raccordate in prossimità delle estremità.
Il carrello d'atterraggio era un triciclo anteriore completamente retrattile, con la gamba di forza anteriore posta sotto il muso che rientrava verso coda e le due posteriori che rientravano nella struttura alare verso l'interno, soluzione anche questa mutuata dal precedente Me 309.
La propulsione era affidata ad un motore di ultima generazione, il Daimler-Benz DB 605 B, un 12 cilindri a V rovesciata raffreddato ad acqua in grado di erogare una potenza pari a 1 475 PS (1 085 kW). Posizionato al centro della fusoliera, in prossimità del baricentro, era collegato all'elica Me P 6, tripala metallica a passo variabile, tramite un lungo albero di trasmissione che passava sotto l'abitacolo, con una soluzione simile a quella del P-39 Airacobra.
L'armamento previsto consisteva in una coppia di mitragliatrici pesanti MG 131 calibro 13 mm integrate da una coppia di cannoncini MG 151/20 calibro 20 mm.

## Velivoli comparabili
Italia
- Piaggio P.119

 Stati Uniti
- Bell P-39 Airacobra
- Bell P-63 Kingcobra
- Bell XFL Airabonita